# Gerriet Postma
Gerriet Postma (Twijzelerheide, 30 de octubre de 1932 – Groninga, 27 de febrero de 2009) fue un pintor neerlandés.
Postma era un pintor audaz, con explosiones de pintura y nudos abstractos de color, con una lejana tensión figurativa que lo atravesaba. Su última obra a gran escala consistió en cuatro paneles, pintados en las cuatro velas principales de la tradicional e histórica barcaza de carga "Klipper Anna". La pintura es de dos caras y tiene una superficie de unos 270 m². El barco, de 106 años de antigüedad, fue proporcionado por sus propietarios, Gijs en Inge van Hesteren de Harlingen. Durante todo el verano de 2004, la pintura se pudo ver en el Mar de Frisia. 
Sus obras se expusieron en galerías en París, Bruselas y Barcelona. 
Postma murió en Groninga el 27 de febrero de 2009.